# Campionato mondiale maschile under 20 di calcio 2023
Il campionato mondiale di calcio Under-20 2023 è stata la 23ª edizione del torneo, a cui hanno preso parte tutti i giocatori nati dopo il 1º gennaio 2003. Si è svolto in Argentina dal 20 maggio all'11 giugno 2023 e si è concluso con la vittoria dell'Uruguay, al suo primo titolo mondiale.
Il torneo avrebbe dovuto disputarsi in Indonesia, così come l'edizione 2021, poi annullata a causa della pandemia di COVID-19 nel mondo. Il 29 marzo 2023, però, la FIFA ha deciso di toglierle l'organizzazione a causa delle proteste popolari e di alcuni governatori locali sulla partecipazione al torneo della squadra d'Israele. Il 17 aprile 2023 la FIFA ha ufficialmente annunciato l'assegnazione del torneo all'Argentina.

## Scelta della sede
Il processo di candidatura per ospitare il torneo, che si sarebbe dovuto inizialmente disputare nel 2021, iniziò il 23 maggio 2019. Tra le candidature inizialmente avanzate, quella congiunta di Birmania e Thailandia venne ritirata il 27 agosto 2019 per supportare la candidatura indonesiana. Il 4 settembre 2019 vennero accettate tre candidature, da parte di Indonesia, Perù e Brasile. La triplice candidatura da parte di Bahrein, Arabia Saudita ed Emirati Arabi Uniti venne, invece, scartata.
Il 23 ottobre 2019 il Brasile scelse di ritirarsi per via delle scarse possibilità di ottenere l'assegnazione del torneo. Il giorno successivo, l'Indonesia ottenne l'assegnazione dell'organizzazione della manifestazione nel corso dell'incontro del consiglio FIFA a Shanghai, in Cina, con voto unanime.
Il 29 marzo 2023, a seguito delle dichiarazioni di alcuni politici locali, tra cui il governatore di Bali, di vietare la partecipazione al torneo alla nazionale d'Israele, la FIFA ha deciso di revocare all'Indonesia l'organizzazione del torneo. Il giorno successivo l'Argentina si è proposta per l'organizzazione dell'evento, e il 17 aprile seguente la FIFA l'ha annunciata come nuovo paese ospitante.

## Stadi
| La Plata                       | La Plata Santiago del Estero Mendoza San JuanCampionato mondiale maschile under 20 di calcio 2023 (Argentina) | San Juan                         |
| ------------------------------ | --- | -------------------------------- |
| Stadio Città di La Plata       | La Plata Santiago del Estero Mendoza San JuanCampionato mondiale maschile under 20 di calcio 2023 (Argentina) | Stadio San Juan del Bicentenario |
| Capacità: 53 000               | La Plata Santiago del Estero Mendoza San JuanCampionato mondiale maschile under 20 di calcio 2023 (Argentina) | Capacità: 25 286                 |
|                                | La Plata Santiago del Estero Mendoza San JuanCampionato mondiale maschile under 20 di calcio 2023 (Argentina) |                                  |
| Santiago del Estero            | La Plata Santiago del Estero Mendoza San JuanCampionato mondiale maschile under 20 di calcio 2023 (Argentina) | Mendoza                          |
| Stadio Unico Madre de Ciudades | La Plata Santiago del Estero Mendoza San JuanCampionato mondiale maschile under 20 di calcio 2023 (Argentina) | Stadio Malvinas Argentinas       |
| Capacità: 30 000               | La Plata Santiago del Estero Mendoza San JuanCampionato mondiale maschile under 20 di calcio 2023 (Argentina) | Capacità: 42 000                 |
|                                | La Plata Santiago del Estero Mendoza San JuanCampionato mondiale maschile under 20 di calcio 2023 (Argentina) |                                  |

## Squadre qualificate
Sono state 24 le squadre che hanno preso parte alla fase a gironi: con l'Argentina qualificata in qualità di organizzatrice finale del torneo al posto dell'Indonesia, le restanti 23 sono state determinate a seguito dei risultati delle qualificazioni. In corsivo sono indicate le formazioni esordienti nel torneo.
| Confederazione                            | Torneo di qualificazione               | Qualificata/e                                  |
| ----------------------------------------- | -------------------------------------- | ---------------------------------------------- |
| AFC (Asia)                                | Campionato asiatico Under-20 2023      | Uzbekistan Corea del Sud Iraq Giappone         |
| CAF (Africa)                              | Campionato africano Under-20 2023      | Gambia Nigeria Senegal Tunisia                 |
| CONCACAF (Nord, Centro America & Caraibi) | Campionato nordamericano Under-20 2022 | Honduras Stati Uniti Rep. Dominicana Guatemala |
| CONMEBOL (Sud America)                    | Campionato sudamericano Under-20 2023  | Brasile Uruguay Colombia Ecuador               |
| OFC (Oceania)                             | Campionato oceaniano Under-19 2022     | Nuova Zelanda Figi                             |
| UEFA (Europa)                             | Campionato europeo Under-19 2022       | Francia Italia Inghilterra Israele Slovacchia  |
| Nazione ospitante                         | Nazione ospitante                      | Argentina                                      |

## Arbitri
Il 20 aprile 2023 la FIFA ha comunicato che per il torneo sono stati selezionati un totale di diciannove terne arbitrali, sei arbitri di supporto e diciotto arbitri di video assistenza.
| Confederazione                            | Arbitri                                                                    | Assistenti                                                                                       | Arbitri VAR             | Arbitro di supporto |
| ----------------------------------------- | -------------------------------------------------------------------------- | ------------------------------------------------------------------------------------------------ | ----------------------- | ------------------- |
| AFC (Asia)                                |                                                                            |                                                                                                  |                         |                     |
| Yusuke Araki                              | Jun Mihara Takumi Takagi                                                   | Ahmad Muhammad Darwish Kim Jong-hyeok Sivakorn Pu-udom                                           | Ahmad Al-Ali            |                     |
| Mohammed Al-Hoaish                        | Khalaf Zayid Ash-Shammari Yasir Abdullah As-Sultan                         | Ahmad Muhammad Darwish Kim Jong-hyeok Sivakorn Pu-udom                                           | Ahmad Al-Ali            |                     |
| Salman Falah                              | Ramzan Sa'id An-Nu'aimi Majid Hudairis Ash-Shammari                        | Ahmad Muhammad Darwish Kim Jong-hyeok Sivakorn Pu-udom                                           | Ahmad Al-Ali            |                     |
| CAF (Africa)                              |                                                                            |                                                                                                  |                         |                     |
| Muhammad Maarouf                          | Zakaria Burinsi Abbas Akram Zarhouni                                       | Hamza Al-Fariq Umar Ahmad Abdulrahim Ash-Shinawi                                                 | Abdulaziz Muhammad Bouh |                     |
| Abongile Tom                              | Ivanildo Meirelles de Oliveira Sanches Lopes Abelmiro dos Reis Monte Negro | Hamza Al-Fariq Umar Ahmad Abdulrahim Ash-Shinawi                                                 | Abdulaziz Muhammad Bouh |                     |
| Issa Sy                                   | Nouha Bangoura Adou Hermann Désiré Ngoh                                    | Hamza Al-Fariq Umar Ahmad Abdulrahim Ash-Shinawi                                                 | Abdulaziz Muhammad Bouh |                     |
| CONCACAF (Nord, Centro America & Caraibi) |                                                                            |                                                                                                  |                         |                     |
| Marco Antonio Ortiz Nava                  | Enrique Isaac Bustos Díaz Jorge Antonio Sánchez Espinoza                   | Adonai Escobedo Tatiana Guzman Timothy Ford                                                      | Bryan Lopez             |                     |
| Juan Gabriel Calderón                     | Guglielmo Arrieta Enrico Pupiro                                            | Adonai Escobedo Tatiana Guzman Timothy Ford                                                      | Bryan Lopez             |                     |
| Oshane Nation                             | Ojay Duhaney Jassett Kerr-Wilson                                           | Adonai Escobedo Tatiana Guzman Timothy Ford                                                      | Bryan Lopez             |                     |
| CONMEBOL (Sud America)                    |                                                                            |                                                                                                  |                         |                     |
| Ramon Abatti                              | Rafael da Silva Alves Guilherme Dias Camilo                                | Germán Delfino Rodolpho Toski Juan Lara Carlos Orbe                                              | Yender Herrera          |                     |
| Piero Maza                                | Claudio Urrutia Alejandro Molina                                           | Germán Delfino Rodolpho Toski Juan Lara Carlos Orbe                                              | Yender Herrera          |                     |
| Jon Ospina                                | John Leon John Gallego                                                     | Germán Delfino Rodolpho Toski Juan Lara Carlos Orbe                                              | Yender Herrera          |                     |
| Yael Falcón Perez                         | Maximiliano Del Yesso Facundo Rodríguez                                    | Germán Delfino Rodolpho Toski Juan Lara Carlos Orbe                                              | Yender Herrera          |                     |
| OFC (Oceania)                             |                                                                            |                                                                                                  |                         |                     |
| Campbell-Kirk Kawana-Waugh                | Foglio Moeaki Bernard Mutukera                                             |                                                                                                  | Veer Singh              |                     |
| UEFA (Europa)                             |                                                                            |                                                                                                  |                         |                     |
| François Letexier                         | Cyril Mugnier Mehdi Rahmouni                                               | Luís Godinho Dennis Higler Aleandro Di Paolo Willy Delajod Guillermo Cuadra Fernández Fedayi San | Donatas Rumšas          |                     |
| Serdar Gözübüyük                          | Erwin Zeinstra Johan Balder                                                | Luís Godinho Dennis Higler Aleandro Di Paolo Willy Delajod Guillermo Cuadra Fernández Fedayi San | Donatas Rumšas          |                     |
| Sandro Schärer                            | Stéphane De Almeida Bekim Zogaj                                            | Luís Godinho Dennis Higler Aleandro Di Paolo Willy Delajod Guillermo Cuadra Fernández Fedayi San | Donatas Rumšas          |                     |
| Glenn Nyberg                              | Mahbod Beigi Andreas Söderkvist                                            | Luís Godinho Dennis Higler Aleandro Di Paolo Willy Delajod Guillermo Cuadra Fernández Fedayi San | Donatas Rumšas          |                     |
| Halil Umut Meler                          | Mustafa Emre Eyisoy Kerem Ersoy                                            | Luís Godinho Dennis Higler Aleandro Di Paolo Willy Delajod Guillermo Cuadra Fernández Fedayi San | Donatas Rumšas          |                     |

## Fase a gironi
Si qualificano alla fase ad eliminazione diretta la prima e la seconda classificata di ogni girone e le migliori quattro fra le terze classificate. Le posizioni in classifica vengono determinate usando, nell'ordine, i seguenti criteri:
1. maggior numero di punti:
2. miglior differenza reti;
3. maggior numero di gol segnati.

Se non è possibile stabilire la graduatoria con i precedenti criteri per due o più squadre vengono presi in considerazione:
1. maggior numero di punti ottenuti negli scontri diretti;
2. miglior differenza reti negli scontri diretti;
3. maggior numero di gol segnati negli scontri diretti;
4. sorteggio.

### Gruppo A

#### Classifica
| Pos. | Squadra       | Pt | G | V | N | P | GF | GS | DR |
| ---- | ------------- | -- | - | - | - | - | -- | -- | -- |
| 1.   | Argentina     | 9  | 3 | 3 | 0 | 0 | 10 | 1  | +9 |
| 2.   | Uzbekistan    | 4  | 3 | 1 | 1 | 1 | 5  | 4  | +1 |
| 3.   | Nuova Zelanda | 4  | 3 | 1 | 1 | 1 | 3  | 7  | -4 |
| 4.   | Guatemala     | 0  | 3 | 0 | 0 | 3 | 0  | 6  | -6 |

#### Risultati
| Arbitro: | Tom |

|  |           |             |
|  | Marcatori | 80’ Garbett |

| Arbitro: | Letexier |

|                       |           |                   |
| Véliz 27’ Carboni 41’ | Marcatori | 23’ Makhamadjonov |

| Arbitro: | Nation |

|                             |           |                         |
| Fayzullaev 51’ Esanov 90+3’ | Marcatori | 23’ Wallace 41’ Herdman |

| Arbitro: | Meler |

|                                    |           |  |
| Véliz 17’ Romero 65’ Perrone 90+8’ | Marcatori |  |

| Arbitro: | Falahi |

|  |           |                                                                        |
|  | Marcatori | 14’ Maestro Puch 17’ Infantino 35’ Romero 50’ (rig.) Aguirre 87’ Véliz |

| Arbitro: | Marouf |

|                    |           |  |
| Nematjonov 9’, 20’ | Marcatori |  |

### Gruppo B

#### Classifica
| Pos. | Squadra     | Pt | G | V | N | P | GF | GS | DR  |
| ---- | ----------- | -- | - | - | - | - | -- | -- | --- |
| 1.   | Stati Uniti | 9  | 3 | 3 | 0 | 0 | 6  | 0  | +6  |
| 2.   | Ecuador     | 6  | 3 | 2 | 0 | 1 | 11 | 2  | +9  |
| 3.   | Slovacchia  | 3  | 3 | 1 | 0 | 2 | 5  | 4  | +1  |
| 4.   | Figi        | 0  | 3 | 0 | 0 | 3 | 0  | 16 | -16 |

#### Risultati
| Arbitro: | Falahi |

|             |           |  |
| Gomez 90+3’ | Marcatori |  |

| Arbitro: | Sy |

|  |           |                                            |
|  | Marcatori | 17’ Gaži 25’ Szolgai 70’ Gajdoš 79’ Jambor |

| Arbitro: | Marouf |

|                                 |           |  |
| Luna 66’ Cowell 88’ Wiley 90+9’ | Marcatori |  |

| Arbitro: | Al Hoish |

|                         |           |             |
| Cuero 45+1’ Klinger 59’ | Marcatori | 29’ Szolgai |

| Arbitro: | Abatti |

|  |           |                           |
|  | Marcatori | 38’ Cowell 90+6’ Tsakiris |

| Arbitro: | Araki |

|                                                                                              |           |  |
| Páez 7’ Klinger 34’ Cuero 36’, 45+6’ Minda 66’, 85’ Chamba 89’ Zambrano 90+6’ (rig.), 90+10’ | Marcatori |  |

### Gruppo C

#### Classifica
| Pos. | Squadra  | Pt | G | V | N | P | GF | GS | DR |
| ---- | -------- | -- | - | - | - | - | -- | -- | -- |
| 1.   | Colombia | 7  | 3 | 2 | 1 | 0 | 5  | 3  | +2 |
| 2.   | Israele  | 4  | 3 | 1 | 1 | 1 | 4  | 4  | 0  |
| 3.   | Giappone | 3  | 3 | 1 | 0 | 2 | 3  | 4  | -1 |
| 4.   | Senegal  | 2  | 3 | 0 | 2 | 1 | 2  | 3  | -1 |

#### Risultati
| Arbitro: | Calderón |

|                     |           |                              |
| Turgeman 57’ (rig.) | Marcatori | 74’ (rig.) Cortés 90’ Puerta |

| Arbitro: | Gözübüyük |

|  |           |             |
|  | Marcatori | 15’ Matsuki |

| Arbitro: | Falcón |

|           |           |                   |
| Demba 80’ | Marcatori | 58’ (aut.) Ndiaye |

| Arbitro: | Sánchez Martínez |

|            |           |                        |
| Yamane 30’ | Marcatori | 53’ Asprilla 59’ Ángel |

| Arbitro: | Meler |

|              |           |            |
| Cortés 90+5’ | Marcatori | 30’ Camara |

| Arbitro: | Maza |

|                |           |                       |
| Sakamoto 45+1’ | Marcatori | 76’ Navi 90+2’ Senior |

### Gruppo D

#### Classifica
| Pos. | Squadra         | Pt | G | V | N | P | GF | GS | DR  |
| ---- | --------------- | -- | - | - | - | - | -- | -- | --- |
| 1.   | Brasile         | 6  | 3 | 2 | 0 | 1 | 10 | 3  | +7  |
| 2.   | Italia          | 6  | 3 | 2 | 0 | 1 | 6  | 4  | +2  |
| 3.   | Nigeria         | 6  | 3 | 2 | 0 | 1 | 4  | 3  | +1  |
| 4.   | Rep. Dominicana | 0  | 3 | 0 | 0 | 3 | 1  | 11 | -10 |

#### Risultati
| Arbitro: | Araki |

|                              |           |                   |
| De Peña 31’ (aut.) Lawal 71’ | Marcatori | 23’ (rig.) Azcona |

| Arbitro: | Ortíz Nava |

|                                   |           |                          |
| Prati 11’ Casadei 28’, 35’ (rig.) | Marcatori | 72’, 87’ Marcos Leonardo |

| Arbitro: | Maza |

|  |           |                           |
|  | Marcatori | 61’ Salim Fago 90+5’ Jude |

| Arbitro: | Letexier |

|                                                                                                |           |  |
| Sávio 37’ Marcos Leonardo 38’ Pedroso 57’ Giovane 82’ Marlon Gomes 90+2’ Matheus Martins 90+3’ | Marcatori |  |

| Arbitro: | Al Hoish |

|  |           |                                |
|  | Marcatori | 19’, 84’ Casadei 50’ Ambrosino |

| Arbitro: | Gözübüyük |

|                                   |           |  |
| Jean Pedroso 43’ Marquinhos 45+2’ | Marcatori |  |

### Gruppo E

#### Classifica
| Pos. | Squadra     | Pt | G | V | N | P | GF | GS | DR |
| ---- | ----------- | -- | - | - | - | - | -- | -- | -- |
| 1.   | Inghilterra | 7  | 3 | 2 | 1 | 0 | 4  | 2  | +2 |
| 2.   | Uruguay     | 6  | 3 | 2 | 0 | 1 | 7  | 3  | +4 |
| 3.   | Tunisia     | 3  | 3 | 1 | 0 | 2 | 3  | 2  | +1 |
| 4.   | Iraq        | 1  | 3 | 0 | 1 | 2 | 0  | 7  | -7 |

#### Risultati
| Arbitro: | Abatti |

|              |           |  |
| Scarlett 25’ | Marcatori |  |

| Arbitro: | Nyberg |

|                                                        |           |  |
| Abaldo 38’ Ferrari 48’ Hasan 62’ (aut.) Matturro 90+2’ | Marcatori |  |

| Arbitro: | Ortíz Nava |

|                           |           |                                        |
| González 49’ Abaldo 90+9’ | Marcatori | 22’ Humphreys 45+4’ Devine 90+5’ Gyabi |

| Arbitro: | Ospina |

|  |           |                                             |
|  | Marcatori | 55’ Snana 57’ El Djebali 86’ (rig.) Ghorbel |

| Arbitro: | Sánchez Martínez |

|  |           |                       |
|  | Marcatori | 90+3’ (rig.) González |

| La Plata 28 maggio 2023, ore 15:00 UTC-3 | Iraq         | 0 – 0 referto | Inghilterra | Stadio Città di La Plata (12 122 spett.)\| Arbitro: \| Kawana-Waugh \| |
| Arbitro:                                 | Kawana-Waugh |               |             |                                                                        |

### Gruppo F

#### Classifica
| Pos. | Squadra       | Pt | G | V | N | P | GF | GS | DR |
| ---- | ------------- | -- | - | - | - | - | -- | -- | -- |
| 1.   | Gambia        | 7  | 3 | 2 | 1 | 0 | 4  | 2  | +2 |
| 2.   | Corea del Sud | 5  | 3 | 1 | 2 | 0 | 4  | 3  | +1 |
| 3.   | Francia       | 3  | 3 | 1 | 0 | 2 | 5  | 5  | 0  |
| 4.   | Honduras      | 1  | 3 | 0 | 1 | 2 | 4  | 7  | -3 |

#### Risultati
| Arbitro: | Ospina |

|                      |           |                                     |
| Virginius 70’ (rig.) | Marcatori | 22’ Lee Seung-won 64’ Lee Young-jun |

| Arbitro: | Kawana-Waugh |

|                |           |             |
| Bojang 1’, 84’ | Marcatori | 5’ Aceituno |

| Arbitro: | Calderón |

|             |           |                                |
| Odobert 61’ | Marcatori | 13’ (aut.) Zoukrou 68’ Sanyang |

| Arbitro: | Tom |

|                                    |           |                              |
| Kim Yong-hak 58’ Park Seung-ho 62’ | Marcatori | 22’ (rig.) Ruíz 51’ Castillo |

| Arbitro: | Sy |

|           |           |                                 |
| Ramos 15’ | Marcatori | 41’, 60’ Virginius 77’ Nzouango |

| Mendoza 28 maggio 2023, ore 18:00 UTC-3 | Corea del Sud | 0 – 0 referto | Gambia | Stadio Malvinas Argentinas (7 463 spett.)\| Arbitro: \| Nation \| |
| Arbitro:                                | Nation        |               |        |                                                                   |

### Confronto fra le terze classificate
Le quattro squadre con la miglior classifica si qualificano agli ottavi di finale. I criteri usati per determinare il miglior piazzamento sono, nell'ordine:
1. maggior numero di punti;
2. miglior differenza reti;
3. maggior numero di gol segnati;
4. maggior numero di punti fair play;
5. sorteggio.

| Pos. | Gr. | Squadra       | Pt | G | V | N | P | GF | GS | DR |
| ---- | --- | ------------- | -- | - | - | - | - | -- | -- | -- |
| 1.   | D   | Nigeria       | 6  | 3 | 2 | 0 | 1 | 4  | 3  | +1 |
| 2.   | A   | Nuova Zelanda | 4  | 3 | 1 | 1 | 1 | 3  | 7  | -4 |
| 3.   | B   | Slovacchia    | 3  | 3 | 1 | 0 | 2 | 5  | 4  | +1 |
| 4.   | E   | Tunisia       | 3  | 3 | 1 | 0 | 2 | 3  | 2  | +1 |
| 5.   | F   | Francia       | 3  | 3 | 1 | 0 | 2 | 5  | 5  | 0  |
| 6.   | C   | Giappone      | 3  | 3 | 1 | 0 | 2 | 3  | 4  | -1 |

## Fase ad eliminazione diretta

### Tabellone
|  | Ottavi di finale | Ottavi di finale | Ottavi di finale |               |                     | Quarti di finale    | Quarti di finale | Quarti di finale |               |         | Semifinali | Semifinali | Semifinali |                 |                 | Finale          | Finale | Finale |  |
|  |                  |                  |                  |               |                     |                     |                  |                  |               |         |            |            |            |                 |                 |                 |        |        |  |
|  | 1B               | Stati Uniti      | 4                |               |                     |                     |                  |                  |               |         |            |            |            |                 |                 |                 |        |        |  |
|  | 1B               | Stati Uniti      | 4                |               |                     |                     |                  |                  |               |         |            |            |            |                 |                 |                 |        |        |  |
|  | 3A               | Nuova Zelanda    | 0                |               |                     |                     |                  |                  |               |         |            |            |            |                 |                 |                 |        |        |  |
|  | 3A               | Nuova Zelanda    | 0                |               | Stati Uniti         | Stati Uniti         | 0                |                  |               |         |            |            |            |                 |                 |                 |        |        |  |
|  |                  |                  |                  |               | Stati Uniti         | Stati Uniti         | 0                |                  |               |         |            |            |            |                 |                 |                 |        |        |  |
|  |                  |                  | Uruguay          | Uruguay       | 2                   |                     |                  |                  |               |         |            |            |            |                 |                 |                 |        |        |  |
|  | 1F               | Gambia           | Uruguay          | Uruguay       | 2                   | 0                   |                  |                  |               |         |            |            |            |                 |                 |                 |        |        |  |
|  | 1F               | Gambia           |                  |               |                     |                     |                  |                  |               |         |            |            |            |                 |                 |                 |        |        |  |
|  | 2E               | Uruguay          | 1                |               |                     |                     |                  |                  |               |         |            |            |            |                 |                 |                 |        |        |  |
|  | 2E               | Uruguay          | 1                |               | Uruguay             | Uruguay             | 1                |                  |               |         |            |            |            |                 |                 |                 |        |        |  |
|  |                  |                  |                  |               |                     |                     |                  |                  |               |         |            |            |            |                 |                 |                 |        |        |  |
|  |                  |                  | Israele          | Israele       | 0                   |                     |                  |                  |               |         |            |            |            |                 |                 |                 |        |        |  |
|  | 2A               | Uzbekistan       | Israele          | Israele       | 0                   | 0                   |                  |                  |               |         |            |            |            |                 |                 |                 |        |        |  |
|  | 2A               | Uzbekistan       |                  |               |                     |                     |                  |                  |               |         |            |            |            |                 |                 |                 |        |        |  |
|  | 2C               | Israele          | 1                |               |                     |                     |                  |                  |               |         |            |            |            |                 |                 |                 |        |        |  |
|  | 2C               | Israele          | 1                |               | Israele (dts)       | Israele (dts)       | 3                |                  |               |         |            |            |            |                 |                 |                 |        |        |  |
|  |                  |                  |                  |               | Israele (dts)       | Israele (dts)       | 3                |                  |               |         |            |            |            |                 |                 |                 |        |        |  |
|  |                  |                  | Brasile          | Brasile       | 2                   |                     |                  |                  |               |         |            |            |            |                 |                 |                 |        |        |  |
|  | 1D               | Brasile          | Brasile          | Brasile       | 2                   | 4                   |                  |                  |               |         |            |            |            |                 |                 |                 |        |        |  |
|  | 1D               | Brasile          |                  |               |                     |                     |                  |                  |               |         |            |            |            |                 |                 |                 |        |        |  |
|  | 3E               | Tunisia          | 1                |               |                     |                     |                  |                  |               |         |            |            |            |                 |                 |                 |        |        |  |
|  | 3E               | Tunisia          | 1                |               | Uruguay             | Uruguay             | 1                |                  |               |         |            |            |            |                 |                 |                 |        |        |  |
|  |                  |                  |                  |               |                     |                     |                  |                  |               |         |            |            |            |                 |                 |                 |        |        |  |
|  |                  |                  | Italia           | Italia        | 0                   |                     |                  |                  |               |         |            |            |            |                 |                 |                 |        |        |  |
|  | 1C               | Colombia         | Italia           | Italia        | 0                   | 5                   |                  |                  |               |         |            |            |            |                 |                 |                 |        |        |  |
|  | 1C               | Colombia         |                  |               |                     | 5                   |                  |                  |               |         |            |            |            |                 |                 |                 |        |        |  |
|  | 3B               | Slovacchia       | 1                |               |                     |                     |                  |                  |               |         |            |            |            |                 |                 |                 |        |        |  |
|  | 3B               | Slovacchia       | 1                |               | Colombia            | Colombia            | 1                |                  |               |         |            |            |            |                 |                 |                 |        |        |  |
|  |                  |                  |                  |               | Colombia            | Colombia            | 1                |                  |               |         |            |            |            |                 |                 |                 |        |        |  |
|  |                  |                  | Italia           | Italia        | 3                   |                     |                  |                  |               |         |            |            |            |                 |                 |                 |        |        |  |
|  | 1E               | Inghilterra      | Italia           | Italia        | 3                   | 1                   |                  |                  |               |         |            |            |            |                 |                 |                 |        |        |  |
|  | 1E               | Inghilterra      |                  |               |                     |                     |                  |                  |               |         |            |            |            |                 |                 |                 |        |        |  |
|  | 2D               | Italia           | 2                |               |                     |                     |                  |                  |               |         |            |            |            |                 |                 |                 |        |        |  |
|  | 2D               | Italia           | 2                |               | Italia              | Italia              | 2                |                  |               |         |            |            |            |                 |                 |                 |        |        |  |
|  |                  |                  |                  |               |                     |                     |                  |                  |               |         |            |            |            |                 |                 |                 |        |        |  |
|  |                  |                  | Corea del Sud    | Corea del Sud | 1                   |                     |                  |                  |               |         |            |            |            |                 |                 |                 |        |        |  |
|  | 2B               | Ecuador          | Corea del Sud    | Corea del Sud | 1                   | 2                   |                  |                  |               |         |            |            |            | Finale 3º posto | Finale 3º posto | Finale 3º posto |        |        |  |
|  | 2B               | Ecuador          |                  |               |                     |                     |                  |                  |               |         |            |            |            |                 |                 |                 |        |        |  |
|  | 2F               | Corea del Sud    | 3                |               |                     |                     |                  |                  |               |         |            |            |            |                 |                 |                 |        |        |  |
|  | 2F               | Corea del Sud    | 3                |               | Corea del Sud (dts) | Corea del Sud (dts) | 1                |                  |               | Israele | Israele    | 3          |            |                 |                 |                 |        |        |  |
|  |                  |                  |                  |               | Corea del Sud (dts) | Corea del Sud (dts) | 1                |                  |               | Israele | Israele    | 3          |            |                 |                 |                 |        |        |  |
|  |                  |                  | Nigeria          | Nigeria       | 0                   |                     |                  | Corea del Sud    | Corea del Sud | 1       |            |            |            |                 |                 |                 |        |        |  |
|  | 1A               | Argentina        | Nigeria          | Nigeria       | 0                   | 0                   |                  | Corea del Sud    | Corea del Sud | 1       |            |            |            |                 |                 |                 |        |        |  |
|  | 1A               | Argentina        |                  |               |                     |                     |                  |                  |               |         |            |            |            |                 |                 |                 |        |        |  |
|  | 3D               | Nigeria          | 2                |               |                     |                     |                  |                  |               |         |            |            |            |                 |                 |                 |        |        |  |

### Ottavi di finale
| Arbitro: | Marouf |

|                                          |           |  |
| Wolff 14’ Cowell 61’ Che 75’ Pukštas 82’ | Marcatori |  |

| Arbitro: | Falcón |

|  |           |                |
|  | Marcatori | 90+7’ Khalaili |

| Arbitro: | Meler |

|                                                                     |           |                |
| Marcos Leonardo 11’ (rig.) Santos 31’, 90+10’ Matheus Martins 90+1’ | Marcatori | 90+13’ Ghorbel |

| Arbitro: | Al Hoish |

|                                               |           |            |
| Cortés 48’, 90+4’ Asprilla 50’ Ángel 52’, 63’ | Marcatori | 87’ Jambor |

| Arbitro: | Abatti |

|            |           |                                |
| Devine 24’ | Marcatori | 8’ Baldanzi 87’ (rig.) Casadei |

| Arbitro: | Nyberg |

|  |           |                          |
|  | Marcatori | 61’ Muhammad 90+1’ Sarki |

| Arbitro: | Letexier |

|  |           |            |
|  | Marcatori | 65’ Duarte |

| Arbitro: | Nation |

|                               |           |                                                     |
| Cuero 36’ (rig.) González 84’ | Marcatori | 11’ Lee Young-jun 19’ Bae Jun-ho 48’ Choi Seok-hyun |

### Quarti di finale
| Arbitro: | Calderón |

|                                         |           |                                            |
| Khalaili 60’ Shibli 93’ Turgeman 105+3’ | Marcatori | 56’ Marcos Leonardo 91’ Matheus Nascimento |

| Arbitro: | Falahi |

|            |           |                                      |
| Torres 49’ | Marcatori | 9’ Casadei 38’ Baldanzi 46’ Esposito |

| Arbitro: | Sánchez Martínez |

|                    |           |  |
| Choi Seok-hyun 95’ | Marcatori |  |

| Arbitro: | Gözübüyük |

|  |           |                              |
|  | Marcatori | 21’ Duarte 56’ (aut.) Wynder |

### Semifinali
| Arbitro: | Sánchez Martínez |

|            |           |  |
| Duarte 61’ | Marcatori |  |

| Arbitro: | Falcón |

|                         |           |                          |
| Casadei 14’ Pafundi 86’ | Marcatori | 23’ (rig.) Lee Seung-won |

### Finale 3º posto
| Arbitro: | Abatti |

|                                      |           |                          |
| Binyamin 19’ Senior 76’ Khalaili 85’ | Marcatori | 24’ (rig.) Lee Seung-won |

### Finale
| Arbitro: | Nyberg |

|               |           |  |
| Rodríguez 86’ | Marcatori |  |

## Premi
I seguenti premi sono stati assegnati alla fine del torneo.
| Pallone d'oro          | Pallone d'argento | Pallone di bronzo |
| ---------------------- | ----------------- | ----------------- |
| Cesare Casadei         | Alan Matturro     | Lee Seung-won     |
| Scarpa d'oro           | Scarpa d'argento  | Scarpa di bronzo  |
| Cesare Casadei         | Marcos Leonardo   | Óscar Cortés      |
| 7 gol / 2 assist       | 5 gol / 1 assist  | 4 gol / 2 assist  |
| Guanto d'oro           |                   |                   |
| Sebastiano Desplanches |                   |                   |
| FIFA Fair Play Award   |                   |                   |
| Stati Uniti            |                   |                   |

## Classifica marcatori
7 reti
- Cesare Casadei (2 rig.)

5 reti
- Marcos Leonardo (1 rig.)

4 reti
- Óscar Cortés (1 rig.)

- Justin Cuero (1 rig.)

3 reti
- Alejo Véliz
- Tomás Ángel
- Alan Virginius (1 rig.)

- Anan Khalaili
- Lee Seung-won (2 rig.)
- Cade Cowell

- Anderson Duarte

2 reti
- Luka Romero
- Matheus Martins
- Jean Pedroso
- Andrey Santos
- Yaser Asprilla
- José Klinger
- Alan Minda

- Cristhoper Zambrano (1 rig.)
- Adama Bojang
- Choi Seok-hyun
- Lee Young-jun
- Alfie Devine
- Omer Senior
- Dor Turgeman (1 rig.)

- Tommaso Baldanzi
- Timotej Jambor
- Máté Szolgai
- Mahmoud Ghorbel (1 rig.)
- Matías Abaldo
- Franco González (1 rig.)
- Shakhzodjon Nematjonov

1 rete
- Brian Aguirre (1 rig.)
- Valentín Carboni
- Gino Infantino
- Ignacio Maestro Puch
- Máximo Perrone
- Giovane
- Marlon Gomes
- Marquinhos
- Matheus Nascimento
- Sávio
- Gustavo Puerta
- Jhojan Torres
- Mamin Sanyang
- Bae Jun-ho
- Kim Yong-hak
- Park Seung-ho
- Tommy Chamba
- Sebastián González
- Kendry Páez
- Félix Nzouango
- Wilson Odobert
- Kuryū Matsuki

- Isa Sakamoto
- Riku Yamane
- Marco Aceituno
- Isaac Castillo
- Odín Ramos
- David Ruíz (1 rig.)
- Darko Gyabi
- Bashir Humphreys
- Dane Scarlett
- Ran Binyamin
- Roy Navi
- Hamza Shibli
- Giuseppe Ambrosino
- Francesco Pio Esposito
- Simone Pafundi
- Matteo Prati
- Salim Fago Lawal
- Samson Lawal
- Ibrahim Muhammad
- Rilwanu Sarki
- Jude Sunday
- Norman Garbett

- Jay Herdman
- Benjamin Wallace
- Edison Azcona (1 rig.)
- Mamadou Lamine Camara
- Pape Demba Diop
- Artur Gajdoš
- Adam Gaži
- Justin Che
- Jonathan Gómez
- Diego Luna
- Rokas Pukštas
- Niko Tsakiris
- Caleb Wiley
- Owen Wolff
- Chaïm El Djebali
- Youssef Snana
- Andrés Ferrari
- Alan Matturro
- Luciano Rodríguez Rosales
- Sherzod Esanov
- Abbosbek Fayzullaev
- Makhmudjon Makhamadjonov

Autoreti
- Tanguy Zoukrou (1 pro Gambia)
- Hussein Hasan (1 pro Uruguay)

- Guillermo De Peña (1 pro Nigeria)
- Babacar Ndiaye (1 pro Israele)

- Joshua Wynder (1 pro Uruguay)